# Alpina alpmaritima
Alpina alpmaritima là một loài bướm đêm trong họ Geometridae.